# Tom Høyem
Tom Høyem (født 10. oktober 1941 i Nykøbing Falster) er en dansk og tysk politiker (Centrum-Demokraterne & FDP) og tidligere minister.

## Ministerpost
- Minister for Grønland i Regeringen Poul Schlüter I fra 10. september 1982 til 1. september 1987

Høyem besøgte som minister i juli 1984 Hans Ø for at markere Danmarks territorialkrav på øen medbringende et dannebrogsflag og en flaske Napoléon Otard (no) cognac (navngivet efter den vikingetidige handels- og opdagelsesrejsende Ottar fra Hålogaland).

## Valgobservatør
Høyem har virket som uafhængig valgobservatør for OSCE på vegne af den danske regering i følgende lande:
- Albanien
- Bosnien
- Montenegro
- Ukraine
- Palæstina
- Congos Demokratiske republik

## Ordener
- Kommandør af Dannebrogsordenen, tildelt den 14. september 1984.

## Forskelligt
Tom Høyem flyttede til Tyskland, hvor han blev rektor for den Europæiske skole i München indtil 2000, og derefter i Karlsruhe. I 1994 blev Tom Høyem medlem af FDP, Freie Demokratische Partei, Tysklands liberale parti, for hvem han i 2004 blev valgt til Gemeinderat (byrådet) i Karlsruhe. Blev i 2015 tysk statsborger.